# 無知学
無知学（むちがく、英語: agnotology、元はagnatologyとも）、無知論、アグノトロジーとは、知識社会学あるいは科学史における、意図的、あるいは文化的に引き起こされる無知または疑念・不確実性についての研究であり、特に社会に発表・流布される不正確、あるいは誤解を導くような科学的データ（偽情報）についての研究である。
1992年にスタンフォード大学教授で科学史家のロバート・N・プロクターと、言語学者のイアン・ボールによって造られた言葉であり、古典ギリシャ語で「無知」を意味するagnōsis（古希: ἄγνωσις）と「論・学問」を意味するlogia（古希: λογία）による。
プロクターは無知学における代表的な例として、喫煙の発癌性その他の健康への悪影響の研究に対し疑念や混乱を起こさせる、たばこ業界の広告キャンペーンを挙げている。より一般的な定義としては、ある事についての知識が増えることにより、かえって真相が分からなくなったり元の知識に疑念を持つようになる事象や状態について光をあてた用語である。
コーネル大学のデイヴィッド・ダニングは、「インターネットは（利益団体にとって都合のよい）無知を広めるのを助けている。...インターネットはインターネットユーザーを、無知を故意に広めたい強力な（メーカーや政治の）利益団体の餌食にしている」と警鐘を鳴らしている。アーヴィン・C・シックは単なる無知（ignorance）と区別して未知（unknowledge）という言葉について述べている。ダニングは初期の世界地図にあった「未知の土地（terra incognita）」の例を挙げ、「（西洋の視点から）探検調査のされていない世界の領域を地図に（西洋人以外は昔から住んでいたりよく知っていたにもかかわらず）未知・未調査の領域として表すのは...『未知（unknowledge）の形成』（故意に社会的な無知を作り出すこと）であり、それらの領域を西洋の政治的および経済的な潜在的な関心の対象に変え、（未知の土地という理由で）植民地主義（の対象とすること）を可能にすることだ」と述べている。
社会文化的に引き起こされる無知の能動的な原因には、企業・団体、政府機関、大学などによる情報の隠蔽や抑圧、関連文書の破棄、記録に残すものの恣意的な選択などがある。他の事例としては気候変動の影響を矮小化するために石油会社が科学者に金銭を出しいくつもの研究を行った気候変動否定論がある。非能動的な原因としては、ジェンダー・人種や社会階級などによる社会構造的な情報隔離・格差・差別が挙げられる。
無知学はまた、何故に様々な知識・情報において情報が公にされない、または無視されるか公開が遅らされるのかについても研究の対象とする。例えば、プレートテクトニクスに関する知見は研究の一部が潜水艦による戦争に関する軍事機密であり検閲されたため、少なくとも10年は公に知られるのが遅れたとされている。